# Tchang Tsou Seng
Tchang Tsou Seng (1879-1925) foi um diplomata chinês no final da dinastia Qing e início de República da China e um embaixador chinês em Estocolmo. Seu filho Gabriel "Toto" Tschang (1919-1980) era casada com atriz Marianne Lindberg.